# Scoglio Sorzer
Lo scoglio Sorzer (in croato Šekovac), detto anche Golovaz o Misciac, è un isolotto disabitato della Croazia, situato all'estremità meridionale dell'Istria, a sudest di Pola.
Amministrativamente appartiene alla città di Medolino, nella regione istriana.

## Geografia
Lo scoglio Sorzer si trova nella parte occidentale del golfo di Medolino, appena fuori dall'insenatura di Porto Rosso (Portić), circa 1,3 km a nord di capo Promontore. Nel punto più ravvicinato dista 295 m dalla terraferma (rt Škara) e poco più di 610 m dall'isolotto di Cielo.
Sorzer è un piccolo isolotto dalla forma ovale, con coste leggermente frastagliate. Orientato in direzione nordest-sudovest, misura 200 m di lunghezza e 125 m di larghezza massima. Ha una superficie di 0,0155 km² e uno sviluppo costiero di 0,5 km. Al centro, raggiunge un'elevazione massima di 8 m s.l.m.

### Isole adiacenti
- Cielo (Ceja), l'isolotto maggiore nel golfo di Medolino, a nordest di Sorzer.
- Scoglio Santa Marina (Bodulaš), altro isolotto a nordest di Cielo.
- Fenera (Fenera), isolotto a sudest di Sorzer.
- Scoglio Trombolo (Trumbuja), scoglio rotondo a nord di Sorzer.
- Levan Grande (Levan), isolotto a nordest di Sorzer, nella parte orientale del golfo.
- Levan Piccolo (Levanić), scoglio poco a sud del precedente.

### Cartografia
- (HR) Mappa topografica della Croazia 1:25000, su preglednik.arkod.hr.